# Língua adele
A Língua adele é falada no leste de Gana e em Togo. Trata-se de um idioma minoritário, falado por cerca de 21.000 pessoas. Pertence à família das línguas cuás. O povo que fala este idioma é chamado Gidire.
Nomes alternativos: Bedere, Bidire, Gadre e Gidire.